# Stanislao Gastaldon

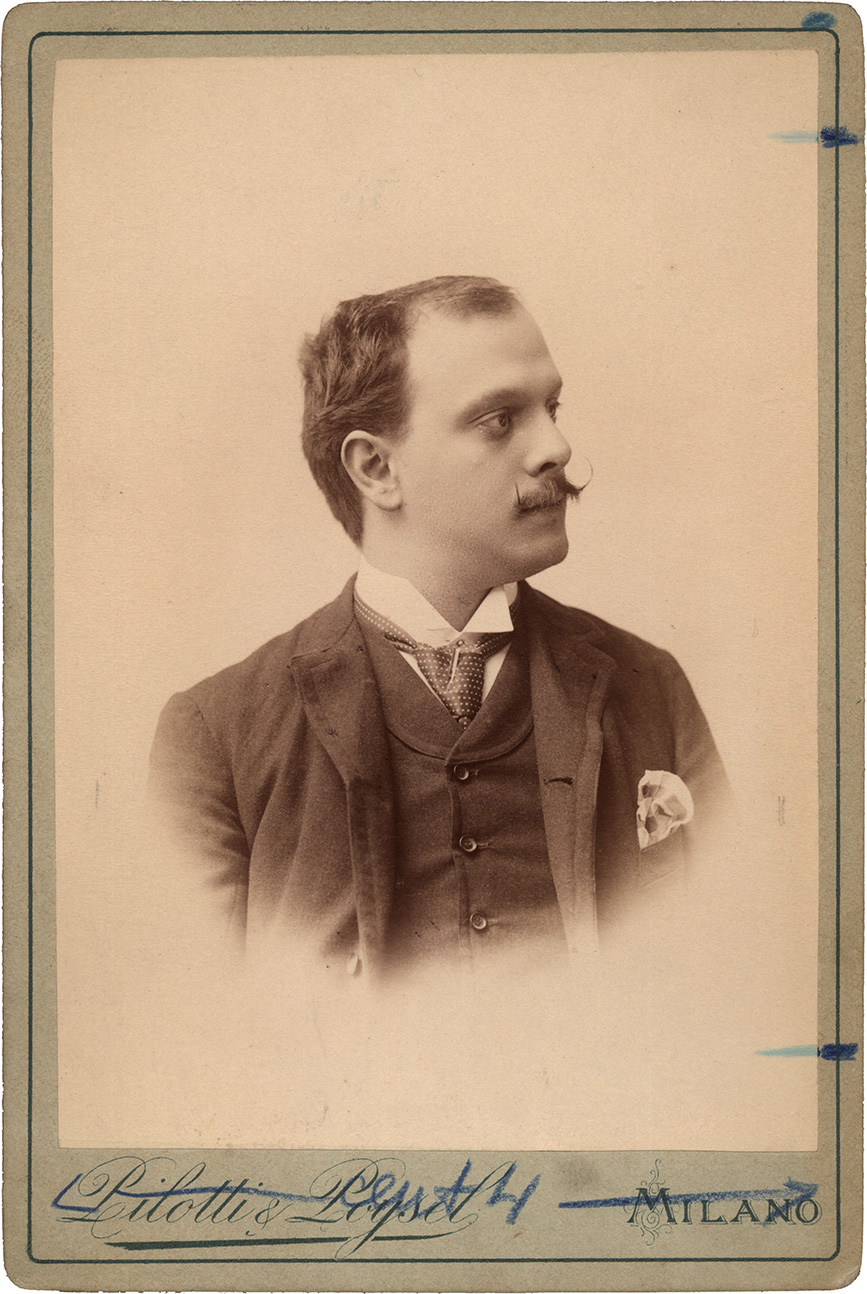
Stanislao Gastaldon

Martino Stanislao Luigi Gastaldon (8. April 1861 in Turin − 6. März 1939 in Florenz) war ein italienischer Komponist, der zahlreiche Lieder, Instrumentalmusik, zwei Chorwerke und die Musik zu mehreren Opern und Bühnenwerken schrieb. Bekannt ist er für Salonlieder für Sologesang mit Klavierbegleitung, insbesondere für Musica proibita.

## Leben und Werk
Stanislao Gastaldon studierte nach einer unsteten Kindheit Literatur und Musik in seiner Heimatstadt Turin und in Florenz. Seine Lehrer waren u. a. Torquato Meliani und Antonio Creonti. Mit 17 Jahren begann er Romanzen, Notturni, Tänze und andere Klavierkompositionen zu veröffentlichen, von denen eine der ersten, La musica proibita, großen Erfolg hatte. Im Jahre 1900 ließ er sich endgültig in Florenz nieder, wo er als Gesangslehrer, Musikkritiker für das Florentiner Nuovo Giornale und als Kunsthändler seinen Unterhalt bestritt.
Gastaldons Kompositionen sind heutzutage nahezu völlig vergessen. Nur mehr das Lied Musica proibita (Verbotene Musik) aus dem Jahre 1881, ein in Italien höchst populäres Musikstück, hat sich bis ins 21. Jahrhundert erhalten. Gastaldon schrieb auch die Liedtexte für eine Reihe seiner Kompositionen, darunter auch Musica proibita. Als Textdichter zeichnete er unter dem Pseudonym „Flick-Flock“. Musica proibita wurde von zahlreichen Sängern auf Schallplatte aufgenommen, u. a. von Enrico Caruso, Beniamino Gigli, Aureliano Pertile und Richard Tauber. Gastaldons Musik fand auch Verwendung in dem italienischen Spielfilm Musica proibita (1943), der unter der Regie von Carlo Campogalliani entstand.
Gastaldon schrieb die Musik für insg. 10 Bühnenwerke, von denen fünf an Opernhäusern in Italien uraufgeführt wurden. Er schrieb auch zwei Chorwerke – die patriotische Hymne Viva il Re auf einen Text von Giosuè Carducci (1915) und die Inno della Dante Alighieri nach einem Text von Augusto Franchetti, einen Hymnus auf den Dichter, uraufgeführt am 28. September 1902 auf der Piazza del Campo in Siena während des XIII. Kongresses der Società Dante Alighieri.
In San Vito Chietino in den Abruzzen wurde eine Straße nach ihm benannt.

## Bühnenwerke
- Mala Pasqua, UA am 9. April 1890 im Teatro Costanzi, Rom
- Pater (Einakter), UA am 15. April 1894 im Teatro Manzoni, Mailand
- Stellina (Einakter), UA am 25. März 1905 im Teatro Niccolini, Florenz
- Il sonetto di Dante, Visione Scenica, UA am 17. November 1906 im Politeama Genovese, Genua
- Il Reuccio di Caprilana, Operette in drei Akten, UA am 4. April 1914 im Teatro Balbo, Turin